# Ollie Bridewell
Oliver „Ollie“ Bridewell (* 10. oder 11. Dezember 1985; † 20. Juli 2007 in Leicestershire, England) war ein britischer Motorradrennfahrer.
2005 nahm er an der British Superstock Championship teil. Bereits 2006 und 2007 fuhr er bei der British Superbike Championship für das Team Naturally Best. Seine besten Resultate waren zwei achte Plätze.
Bridewell verunglückte am 20. Juli 2007 im Training zum British-Superbike-Lauf auf der Rennstrecke von Mallory Park tödlich. Er kam eingangs der John Cooper Esses auf regennasser Fahrbahn ohne Fremdeinwirkung von der Strecke ab, stürzte und schlug in die Begrenzungen ein, wobei er sich schwere Hals- und Kopfverletzungen zuzog.
Sein jüngerer Bruder Tom Bridewell ist Motorradrennfahrer im selben Team.